# Pikelinia kiliani
Espèce
Pikelinia kiliani est une espèce d'araignées aranéomorphes de la famille des Filistatidae.

## Distribution
Cette espèce est endémique de Colombie.

## Publication originale
- Müller, 1987 : Spinnen aus Kolumbien VI: Pikelinia kiliani n. sp. aus der Umgebung der meeresbiologischen Station Invemar in Santa Marta (Arachnida, Araneae, Filistatidae). Reichenbachia, vol. 25, no 1, p. 106-108.